# Port lotniczy Bartica
Port lotniczy Bartica (IATA: GFO, ICAO: SYBT) – port lotniczy zlokalizowany w mieście Bartica, w Gujanie.